# Praia do Cruzeiro
A Praia do Cruzeiro é uma pequena praia artificial de rio localizada no bairro do Cruzeiro, distrito de Icoaraci no município de Belém do Pará.
Originalmente foi um balneário construído, através do aterramento do rio Maguary, para os soldados norte-americanos, na década de 40, durante a II Guerra Mundial quando então Belém sediava uma base aliada no que hoje é o Aeroporto Internacional de Belém.